# Раули
Рау́ли (греч. Ῥαούλ) — византийский аристократический род норманнского происхождения, заметный в период царствования Палеологов. С XIV века их фамилия также часто видоизменялась: Раули, Ралли, Раллисы, Раллесы, Ралисы (греч. Ῥάλ[λ]ης). Женская форма фамилии — Рау́лена (греч. Ῥαούλαινα).
К Раулям возводят своё происхождение многочисленные представители фамилии Раллис, в силу обстоятельств оказавшиеся в разных странах мира, в том числе в Российской империи (Ралли).